# Stenagrion dubium
Stenagrion dubium är en trollsländeart som först beskrevs av Harry Hyde Laidlaw, Jr. 1912.  Stenagrion dubium ingår i släktet Stenagrion och familjen dammflicksländor. Inga underarter finns listade i Catalogue of Life.